# Claire Simon
Pour les articles homonymes, voir Simon.
Claire Simon est une scénariste, actrice, directrice de la photographie, monteuse et réalisatrice française, née en juillet 1955 à Londres.
Elle est l'auteure de plusieurs films documentaires, Les Patients, Récréations, et Coûte que coûte récompensés dans de nombreux festivals. Son œuvre est essentiellement composée de documentaires dans lesquels elle traque des histoires, celles que les enfants s’inventent le temps d’une récréation, celle que les difficultés de gestion induisent dans Coûte que coûte, celle qui naît de l’amour de deux jeunes gens (800 km de différence-Romance), ou encore celle que tisse la vie singulière de Mimi. En fait, pour Claire Simon, si « la banalité contient de la fiction », le travail de la cinéaste est de la débusquer.

## Biographie
Née en 1955 à Londres, élevée en France dans le Var, Claire Simon étudie l'ethnologie, apprend la langue arabe et la langue berbère.
Autodidacte, elle débute dans le cinéma par le biais du montage en exerçant des responsabilités de chef-monteuse et tourne quelques courts métrages de manière indépendante. Elle apprend la pratique du cinéma direct aux Ateliers Varan.
En 1997, la réalisatrice présente Sinon, oui, son premier long métrage de fiction, à la Quinzaine des réalisateurs.

Elle dit à propos de son œuvre documentaire : 

« Dans mon travail documentaire, j'ai essayé de trouver des situations de fiction, non pas au sens où il y aurait des acteurs, mais où la référence serait la fiction. J'ai essayé de filmer des gens qui étaient d'une certaine manière travaillés par la mythologie de la fiction. […] J'ai toujours dit que Coûte que coûte était lié aux films noirs américains, que Récréations c'était pour moi Shakespeare. Mimi est lié à Perec et 800 km de différence à Eustache ou à Renoir. […] Je me souviens une fois, […] je parlais à des ethnologues et je voyais bien que la différence entre eux et moi c'est que moi je pense à Hitchcock, à Scorsese, ou à Godard quand je tourne. Eux, ils pensaient en termes de sociologie, d'ethnologie. Donc forcément ils ne voyaient pas du tout les personnages dans le même état d'esprit que moi. »

Elle a été directrice du département réalisation de La Femis et a assuré un atelier de réalisation à l'université Paris-VIII.
En 2000, elle reçoit le grand prix pour son long métrage Ça, c'est vraiment toi, décerné par le Festival du film de Belfort - Entrevues.
Selon Télérama, elle a travaillé entre 2008 et 2012 sur la gare du Nord, où elle a trouvé la matière « [d'] une pièce de théâtre, d'un documentaire, d'une installation sur le Web ». Elle y a tourné en 2012 pendant sept semaines un film avec Nicole Garcia, François Damiens et Reda Kateb.
En 2016, elle réalise Le Concours, qui a pour thème les épreuves de sélection des candidats pour l’entrée à La Femis, où elle a auparavant travaillé. Elle revient aussi au documentaire dans son film Notre corps sorti en 2023, et filmé pendant sept semaines à l’hôpital Tenon, à Paris, dans le service de gynécologie, y abordant des thèmes tels que la fertilité, la transition de genre, l'avortement, l'accouchement, , etc.,.
Elle est la mère de la philosophe  Manon Garcia. 

### Engagement
Elle est membre de la Société des Réalisatrices et Réalisateurs de Films (SRF) ainsi que du collectif 50/50 qui a pour but de promouvoir l’égalité des femmes et des hommes et la diversité dans le cinéma et l’audiovisuel,.

### Décoration
- 16 janvier 2014 :  Officier de l'ordre des Arts et des Lettres[14]

## Filmographie

### Réalisatrice

#### Courts métrages
- 1976 : Madeleine
- 1980 : Tandis que j’agonise
- 1981 : Moi, non ou l'argent de Patricia
- 1982 : Mon cher Simon
- 1983 : Une journée de vacances
- 1984 : Barres Barres
- 1988 : La Police
- 1991 : Scènes de ménage
- 1992 : Artiste Peintre

#### Longs métrages documentaires
- 1989 : Les Patients
- 1992 : Récréations
- 1995 : Coûte que coûte
- 2000 : Unité 800 km  de différence - Romance — également monteuse
- 2002 : Mimi — également monteuse
- 2013 : Géographie humaine
- 2016 : Le Bois dont les rêves sont faits
- 2016 : Le Concours
- 2018 : Premières Solitudes  — également monteuse
- 2020 : Le Fils de l'épicière, le Maire, le Village et le Monde
- 2023 : Notre corps
- 2024 : Apprendre

#### Longs métrages de fiction
- 1997 : Sinon, oui
- 1999 : Ça, c'est vraiment toi
- 2006 : Ça brûle
- 2008 : Les Bureaux de Dieu
- 2013 : Gare du Nord
- 2021 : Vous ne désirez que moi

#### Série documentaire
- 2019 : Le Village (20 épisodes)

### Monteuse
- 1976 : Chantons sous l'Occupation d'André Halimi
- 1979 : La Ville à prendre de Patrick Brunie
- 1981 : Plogoff, des pierres contre des fusils de Nicole Le Garrec
- 1982 : Faux-fuyants d'Alain Bergala et Jean-Pierre Limosin
- 1986 : Gardien de la nuit de Jean-Pierre Limosin
- 1988 : Agosto de Jorge Silva Melo

## Sélections et programmation spéciale
- Trois de ses films ont été sélectionnés à la Quinzaine des réalisateurs à Cannes : Sinon, oui en 1997, Ça brûle en 2006 et Les Bureaux de Dieu en 2008[15].
- Gare du Nord et le documentaire associé Géographie humaine sont projetés au festival international du film francophone de Namur en octobre 2013, où Gare du Nord est présenté en compétition officielle[16].
- En 2013, une rétrospective lui est consacrée lors du 54e festival international du film de Thessalonique. Les longs métrages Sinon, oui, Les Bureaux de Dieu, Ça brûle et Gare du Nord sont projetés.
- En 2023, la Berlinale sélectionne son documentaire Notre corps.